# Андерсон, Андреа
Андреа Андерсон (англ. Andrea Anderson; род. 17 сентября 1977) — американская легкоатлетка, специализирующаяся в спринте, чемпионка Олимпийских игр 2000 года.

## Биография
Училась в колледже Калифорнийского университета в Лос-Анджелесе (UCLA) под руководством Боба Керси. Выступая за Калифорнийский университет в Лос-Анджелесе, она выиграла чемпионат Pac-10 на дистанциях 200 метров в 1997 году, 400 метров в 1998 и 1999 годах. Её эстафетная команда 4×100 м заняла 3-е место на чемпионате NCAA по легкой атлетике среди женщин на открытом воздухе в 1998 году, а эстафетная команда 4×400 м заняла 2-е место в 1999 году.
На Панамериканских юношеских играх 1995 года бежала в эстафете 4×100 м и завоевала серебряную медаль в эстафете 4×400 м. В следующем году на чемпионате мира по легкой атлетике среди юниоров 1996 она получила предварительный просмотр трассы в Сиднее, выиграв золотую медаль в эстафете 4×100 м в США и завоевав индивидуальную серебряную медаль на дистанции 100 метров, установив свой пожизненный личный рекорд в 11,43. В 1997 году она участвовала в эстафете 4×100 м, выигравшей Всемирную универсиаду. В 1999 году она бежала в эстафетной команде 4×400 м, которая завоевала серебряную медаль на Панамериканских играх. В 2000 году на Олимпийских соревнованиях в США, она показала свой лучший результат 51,18 из 400, чтобы попасть в команду. В том же сезоне она установила свой личный рекорд на дистанции 200 метров 23,44 в эстафете в Модесто.

### Олимпийские игры
Завоевала золотую медаль в командной эстафете 4 х 400 метров на летних Олимпийских играх 2000 года в Сиднее, Австралия. Она участвовала в предварительных соревнованиях и полуфиналах. Впоследствии Андерсон была вынуждена вернуть свою медаль вместе с остальной частью команды после того, как Мэрион Джонс была дисквалифицирована после признания в употреблении допинга. 16 июля 2010 года Спортивный арбитражный суд вынес решение в пользу других американских членов команды и вернул медали.